# 루이스 허섬
루이스 허섬(영어: Louis Herthum, 1956년 4월 1일 ~ )는 미국의 배우, 제작자이다. 드라마 《웨스트월드: 인공지능의 역습》(2016-18)에 출연하였다.

## 출연 작품

### 영화
- 리틀 킬러 (2001, The Ghost)
- Now You Know (2002)
- The Rain Makers (2005)
- 로드 하우스 2: 라스트 콜 (2006, Road House 2)
- 프라이드 (2007, Pride)
- 미스트 (2007)
- Ruffian (2007)
- Mutants (2008)
- American Violet (2008)
- 벤자민 버튼의 시간은 거꾸로 간다 (2008)
- 일렉트릭 미스트 (2009)
- 필립 모리스 (2009)
- 12 라운드 (2009)
- 오픈 로드 (2009, The Open Road)
- 써클 오브 페인 (2010, Circle of Pain)
- 라스트 엑소시즘 (2010)
  - 라스트 엑소시즘: 잠들지 않는 영혼 (2013)
- 철권 (2010)
- 세컨즈 어파트 (2011)
- Cheesecake Casserole (2012)
- 아틀라스 슈러그드: 파트 3 (2014, Atlas Shrugged Part III: Who Is John Galt?)
- 트루스 (2015)
- The Night Stalker (2016)
- Be Afraid (2017)
- 아이 스틸 씨 유 (2018)
- 포제션 오브 한나 그레이스 (2018)
- 시티 오브 라이즈 (2018)

### 텔레비전
- the Ri¢hes (2007)
- 롱마이어 (2012-16)
- 리벤지 (2013)
- 스토커 (2014)
- 트루 디텍티브 (2014)
- 슬리피 할로우 (2014)
- 저스티파이드 (2015)
- 웨스트월드: 인공지능의 역습 (2016-18)
- 시카고 메드 (2017, 2018)
- 하와이 파이브-0 (2018)
- 일렉트릭 드림스 (2018)
- FBI: 모스트 원티드 (2020)
- 나이트 에이전트 (2023)